# ナロク (カウンティ)
ナロク（スワヒリ語: Wilaya ya Narok）は、ケニア西部の旧リフトバレー州南西部のカウンティ。
中心都市・最大都市はナロク。
面積は1万7921.2km2で、2009年の人口は85万920人、人口密度は47.5人/km2。

## 人口
- 1979年8月24日：21万306人
- 1989年8月24日：39万8272人
- 1999年8月24日：53万6341人
- 2009年8月24日：85万920人[2]

## 隣接カウンティ
- 北：ナクル (カウンティ)
- 東：カジアド (カウンティ)
- 南：マラ州
- 西：ミゴリ (カウンティ)
- 北西：キシイ (カウンティ)
- 北西：ボメット (カウンティ)

## 経済
現金作物は小麦が中心である。

## 文化
キシイ (カウンティ)と並び、国内で最も女性器切除(FGM)が行われている。
FGMは2001年に違法化されている。

## 歴史
1994年、トランス・マラ地区がナロク (カウンティ)から分離した。